# Vyshneve (Demýdivka)
Vyshneve (ucraniano: Вишне́ве) es un pueblo de Ucrania, constituido administrativamente como una pedanía del asentamiento de tipo urbano de Demýdivka, en el raión de Dubno de la óblast de Rivne.
En 2001, el pueblo tenía una población de 343 habitantes.
Se ubica en la periferia meridional de Kniahýnyne, sobre la carretera T1813 que lleva a la capital municipal Demýdivka.

## Historia
Antes de la formación del actual municipio de Demýdivka en 2016, el pueblo era una pedanía del consejo rural de Kniahýnyne en el raión de Demýdivka.